# Dean Spielmann
Dean Spielmann (Lussemburgo, 26 ottobre 1962) è un avvocato lussemburghese, presidente della Corte europea dei diritti dell'uomo dal 1º novembre 2012.

## Biografia
Nato in Lussemburgo,laureato in Giurisprudenza all'Università Cattolica di Lovanio in Belgio, avvocato del foro del Lussemburgo, assistente di Diritto Penale presso l'Università Cattolica di Lovanio dal 1991 al 1997 ma anche docente presso l'università del Lussemburgo e Nancy, è giudice della Corte europea dei diritti dell'uomo dal 2004.
Diventa presidente della quinta sezione della Corte dal 2011 al 2012; vicepresidente della Corte dal luglio 2012 all'ottobre 2012, è stato eletto presidente della Corte il 10 settembre 2012 dai giudici della Corte a scrutinio segreto ed è entrato in carica il 1º novembre 2012.